# Sunrise Tennis Championship 2007
Il Sunrise Tennis Championship 2007, noto come BMW Tennis Championship per ragioni di sponsorizzazione, è stato un torneo di tennis facente parte della categoria ATP Challenger Series nell'ambito dell'ATP Challenger Series 2007. Il torneo si è giocato a Sunrise negli Stati Uniti dal 12 al 18 marzo 2007 su campi in cemento e aveva un montepremi di $100 000+H.

## Vincitori

### Singolare
Gaël Monfils ha battuto in finale  Andreas Seppi con il punteggio di 6–3, 1–6, 6–1

### Doppio
Kostantinos Economidis /  Kristof Vliegen hanno battuto in finale  Juan Martín del Potro /  Sebastián Prieto con il punteggio di 6–3, 6–4